# Kostel svatého Jakuba Staršího (Kratonohy)
Kostel svatého Jakuba Staršího se nalézá v obci Kratonohy v okrese Hradec Králové. Kostel je chráněn jako kulturní památka.

## Historie
Kostel svatého Jakuba Staršího v Kratonohách je v jádru gotický kostel ze 14. století, který byl v letech 1707–1710 barokně přestavěn zásluhou Jana Václava Michny z Vacínova a jeho španělské manželky. V té době došlo také ke změně patrocinia – dříve byl kostel zasvěcen Všem svatým.

## Popis
Kostel je jednolodní obdélná stavba s nižším, trojboce uzavřeným presbytářem po jeho severní straně, se sakristií s panskou oratoří v patře. V západním průčelí se nalézá hranolová věž z roku 1707.
Stěny kostela jsou zevně opatřeny odstupňovanými opěráky (loď má na každé straně 3 a presbytář 4 na hranách závěru). Loď osvětlují segmentově uzavřená okna se šambránami s uchy a kapkami, okna v presbytáři jsou oválná.
Západní průčelí s přízemím věže je členěno nárožními pilastry, nesoucími římsu s vysokým vlysem. Nad ním se zvedá patro věže, s nárožními lizénami a v každé straně s jedním půlkruhově zaklenutým oknem, nad kterým jsou hodiny, zasahující až do úrovně hlavní římsy, která kolem nich vytváří půlkruhový oblouk. Střecha věže je jehlancová z měděného plechu a je zakončena makovicí a kovaným křížem. Kostelní loď má střechu z bobrovek.
Hlavní vchod ze západu má segmentový záklenek, hladké ostění s klenákem, dveře jsou výplňové, klika kovová rokoková. Nad vchodem je oválné okno s hladkou šambránou.
Severní vstup do kostelní lodi je opatřen kovanými dveřmi s diagonálním přepásáním a kováním pozdně barokního typu. V oknech jsou kovové rámy s křížovým členěním, doplněné barevnými vitrážemi spojovanými olovem.
K vnější zdi kostela jsou zazděny staré náhrobní kameny – na jižní straně věže z roku 1580 s erbem, na severní straně sakristie je torzo náhrobníku s erbem, na severní straně lodi je náhrobek s erbem v oválné kartuši a na severní straně věže náhrobek s erbem.
Stěny uvnitř kostela jsou členěny pilíři s toskánskými hlavicemi, oratoř je otevřena do presbytáře obdélnými okny. Presbytář je sklenut jedním polem valené klenby s lunetami a v závěru konchou s lunetami, loď pak dvěma poli valené klenby s lunetami, triumfální oblouk je půlkruhový, na vrcholu vítězného oblouku kostela je alianční znak vymalovaný v plasticky bohatě zdobených kartuších, kde se michnovský znak objevuje společně s heraldickým znakem Michnovy manželky Marie Karoliny von Wopping.
Klenba celého kostela je pokryta bohatou štukovou dekorací s ikonograficky výjimečnými freskami. Výjevy jsou inspirovány emblematickými knihami. Hlavní loď kostela a prostor presbytáře jsou zdobeny malbami inspirovanými knihou Amoris divini et humani antipathia autora Michela van Lochoma. Na obrazech jsou zpravidla dvě postavy, z nichž ta se svatozáří je personifikací božské lásky a druhá, s vlasy do drdolu, je lidská duše, tzv. Anima. Výjevy na vítězném oblouku kostela vycházejí ze svazku Idea de un Príncipe político-cristiano španělského autora Diega de Saavedra Fajardo.
Sklomalby od J. Veselého jsou ze začátku 20. století. Kruchta pochází z doby kolem roku 1710, uprostřed je konvexně prohnutá a je nesena dvěma karyatidami.
Vnitřní zařízení kostela je většinou barokní, patrně španělské provenience. Kromě hlavního oltáře v podobě štukové jeskyně se sochou svatého Jakuba Většího uprostřed a se sochami svatého Petra a Pavla po stranách jsou zde dva boční oltáře. Levý z doby kolem roku 1700 je zasvěcen svaté Anně, pravý oltář Panny Marie Karlovské pochází z poloviny 18. století. Kazatelna je ve tvaru otevřené velrybí tlamy. Křtitelnice pochází z roku 1604.
Současné varhany v kostele postavil roku 1905 Josef Kobrle (1851–1919), varhanář z Lomnice nad Popelkou, a nahradil jimi barokní stroj Pavla Františka Horáka z roku 1773.

## Galerie

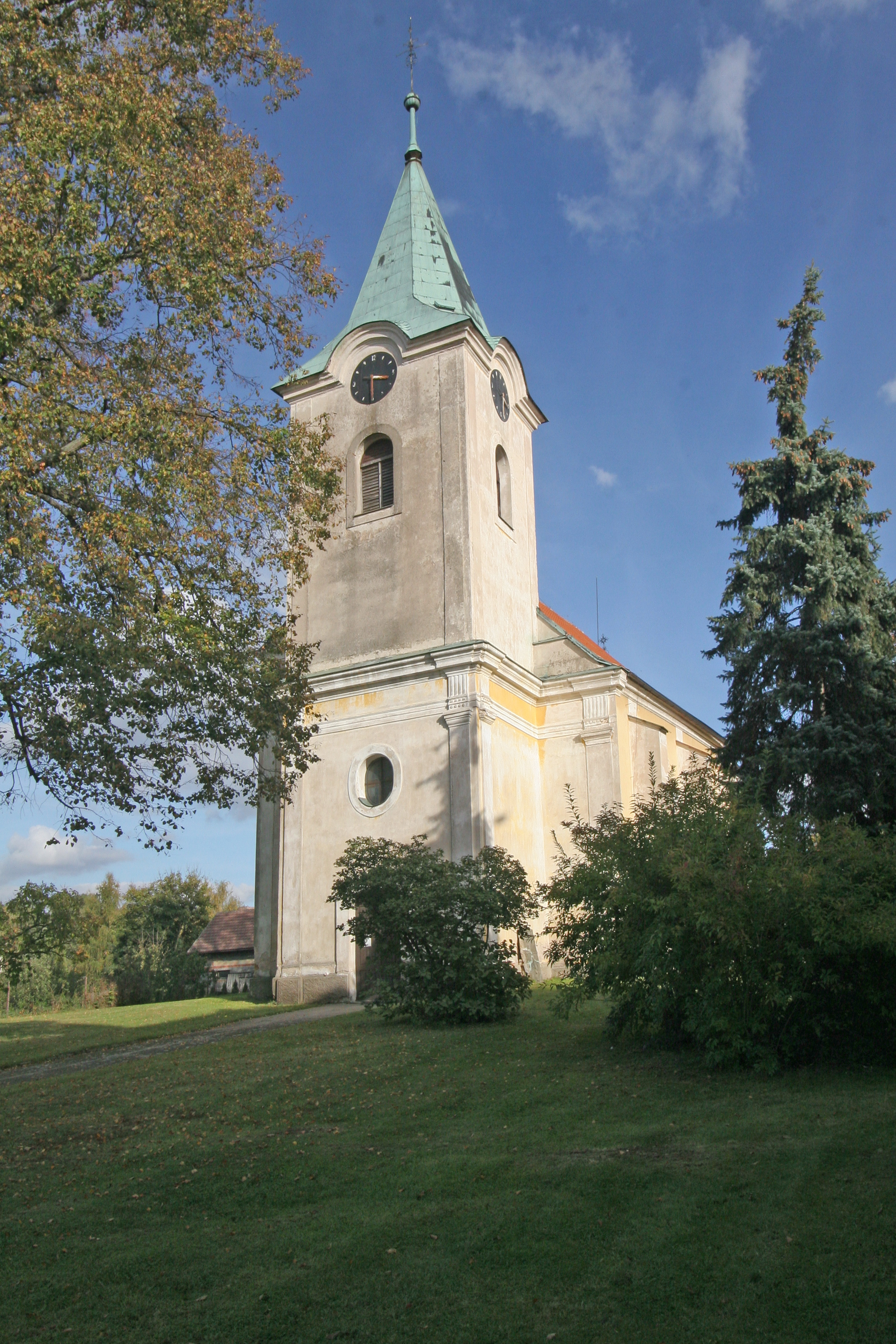
Kostel sv. Jakuba Většího
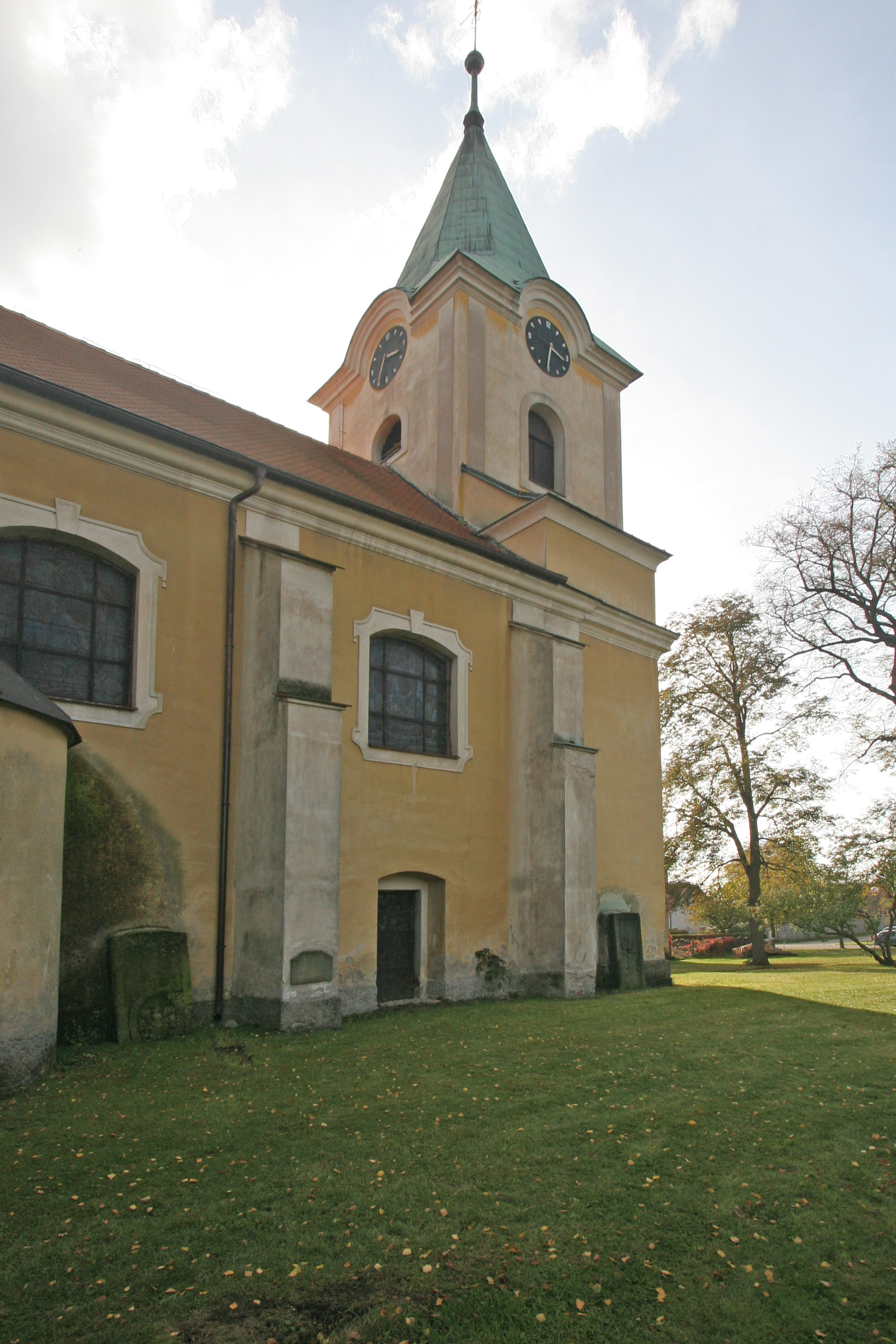
Kostel sv. Jakuba Většího
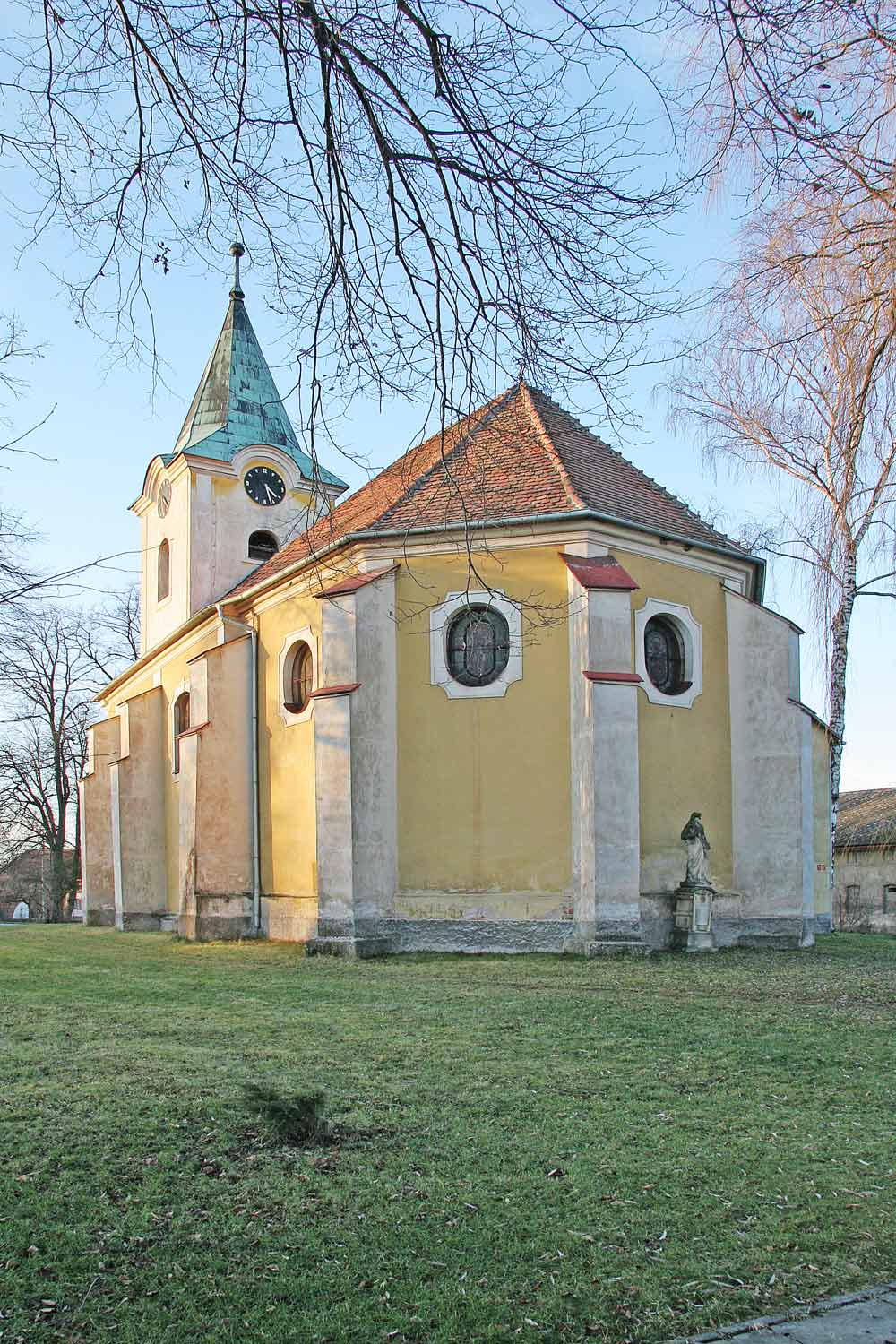
Kostel sv. Jakuba Většího
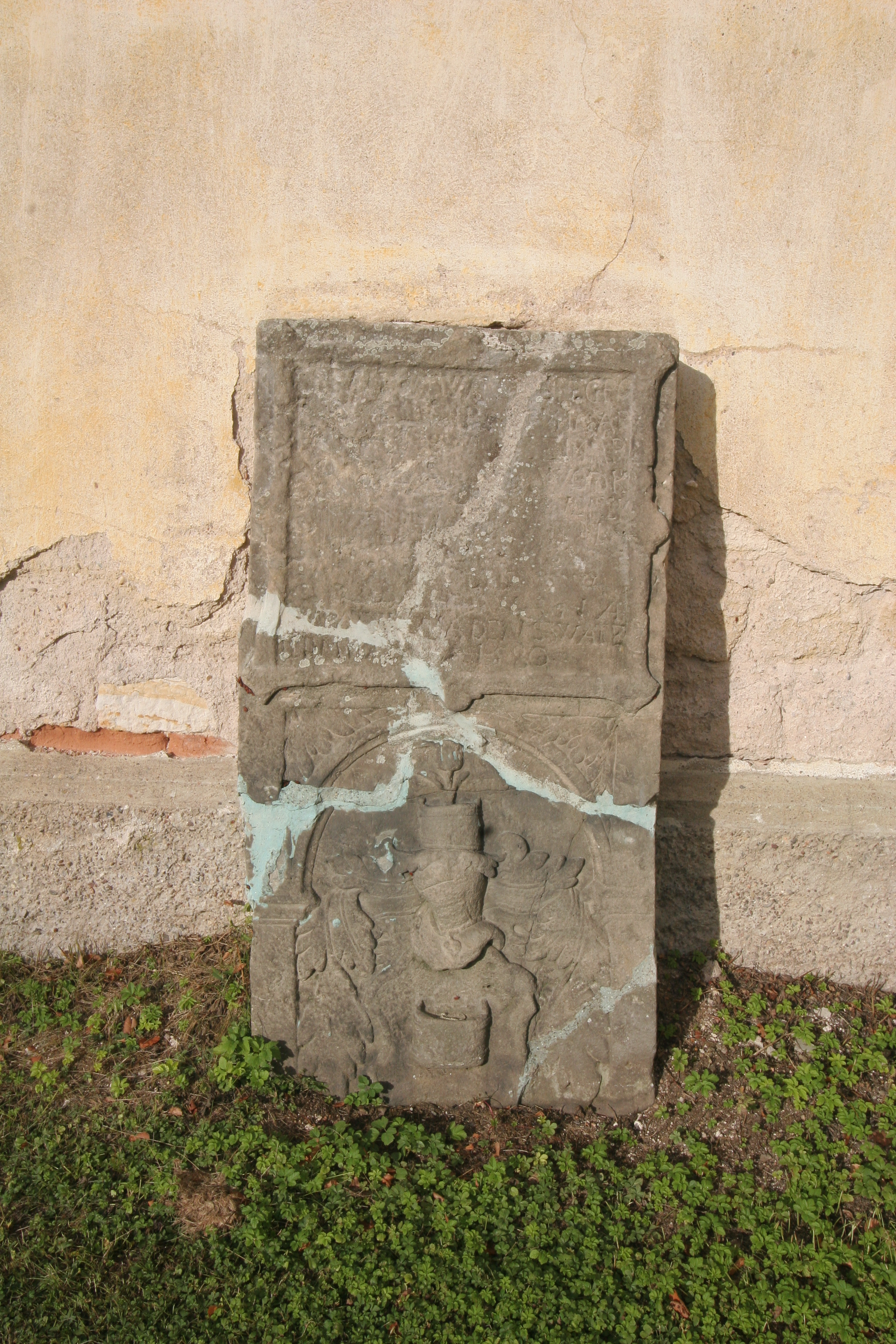
Náhrobní kameny u kostela
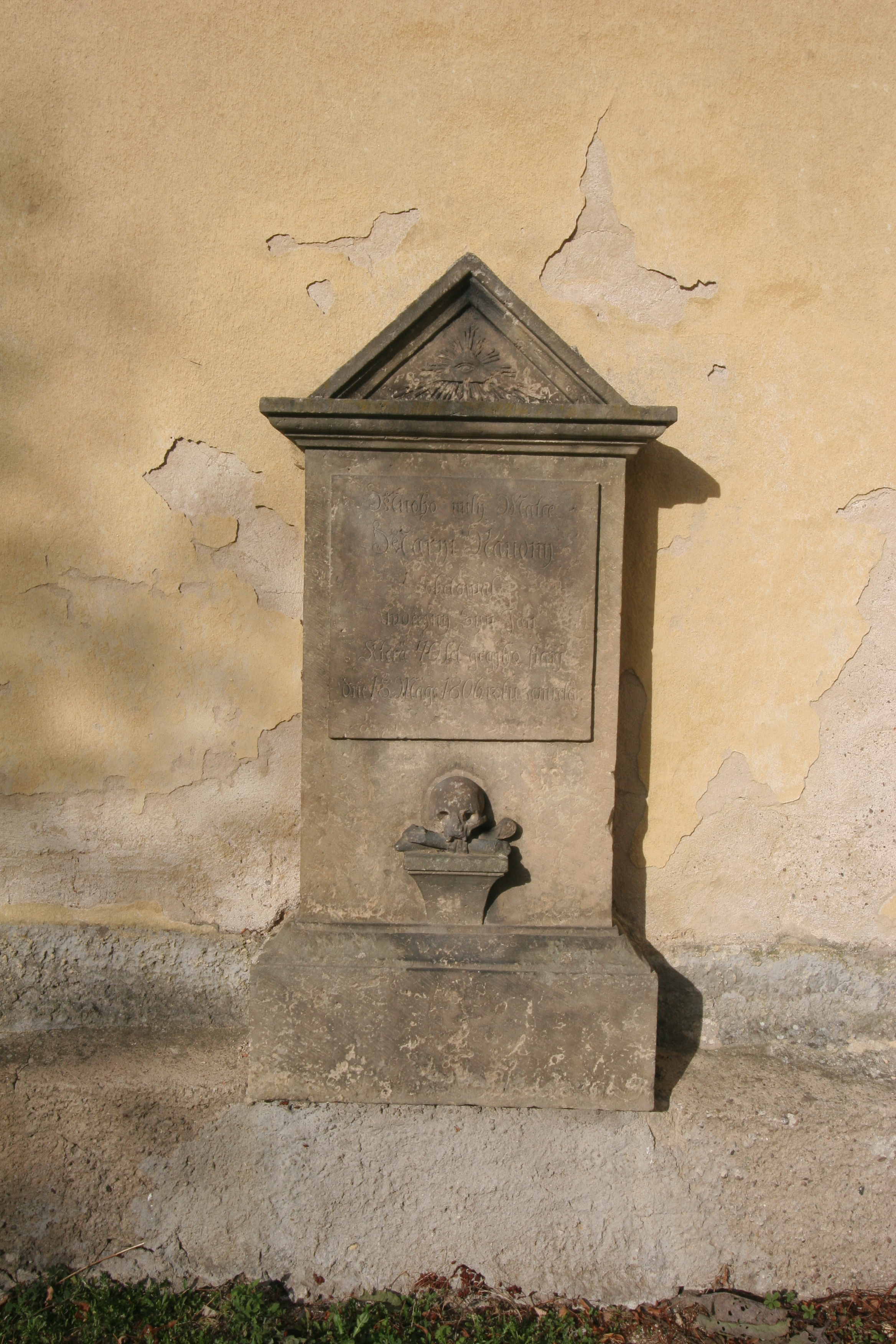
Náhrobní kameny u kostela
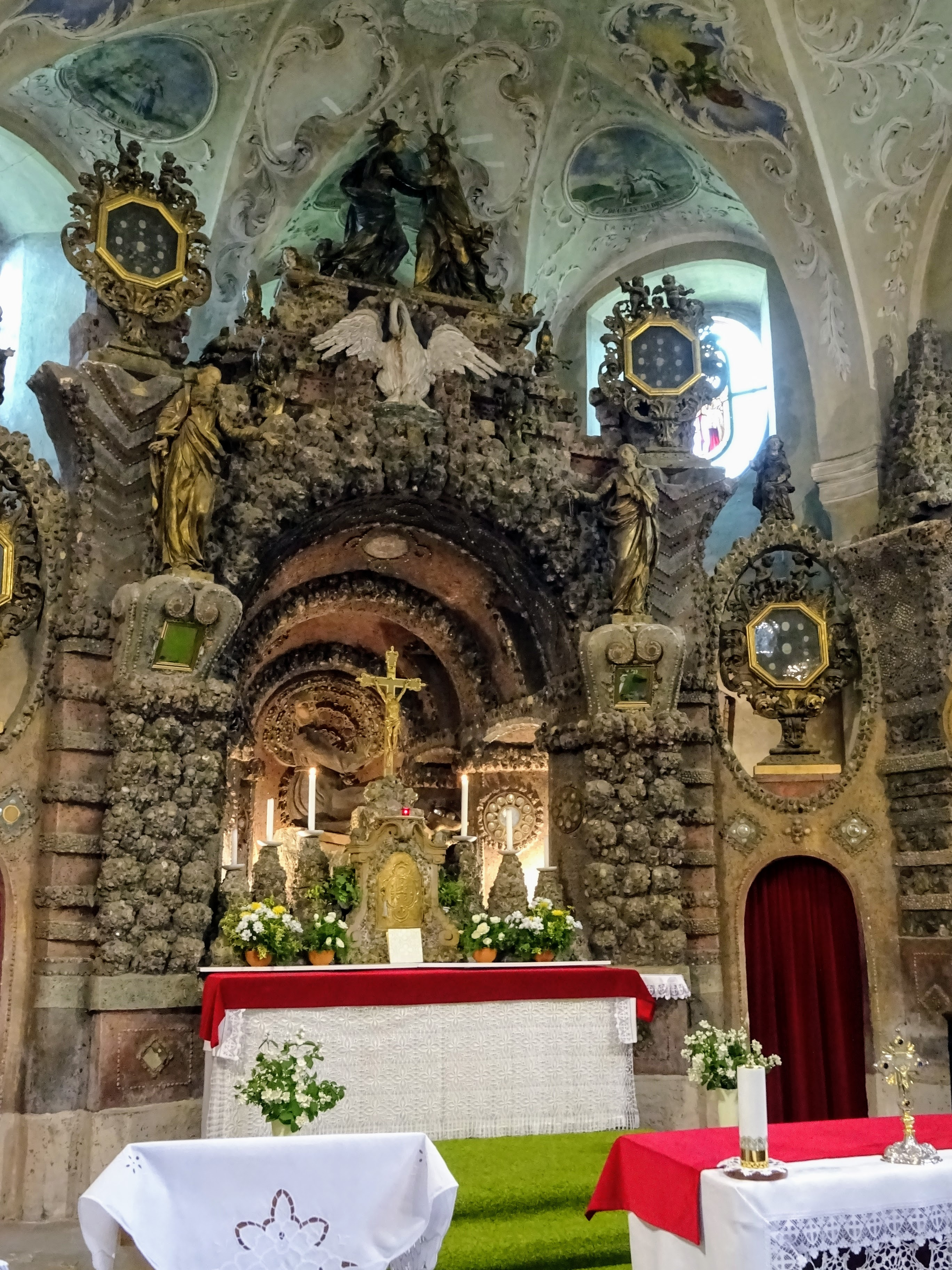
Hlavní oltář v podobě jeskyně
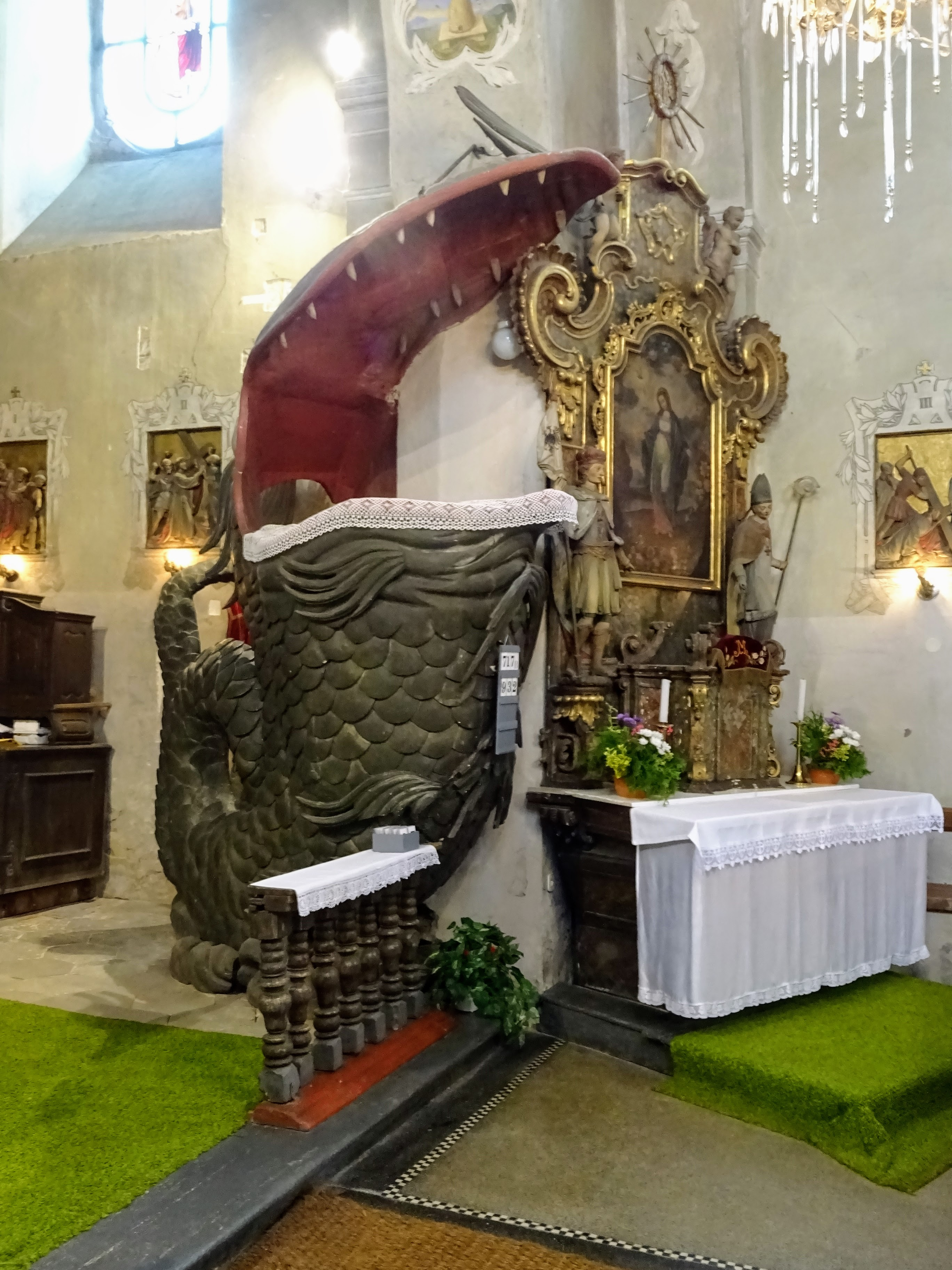
Kazatelna v podobě velryby
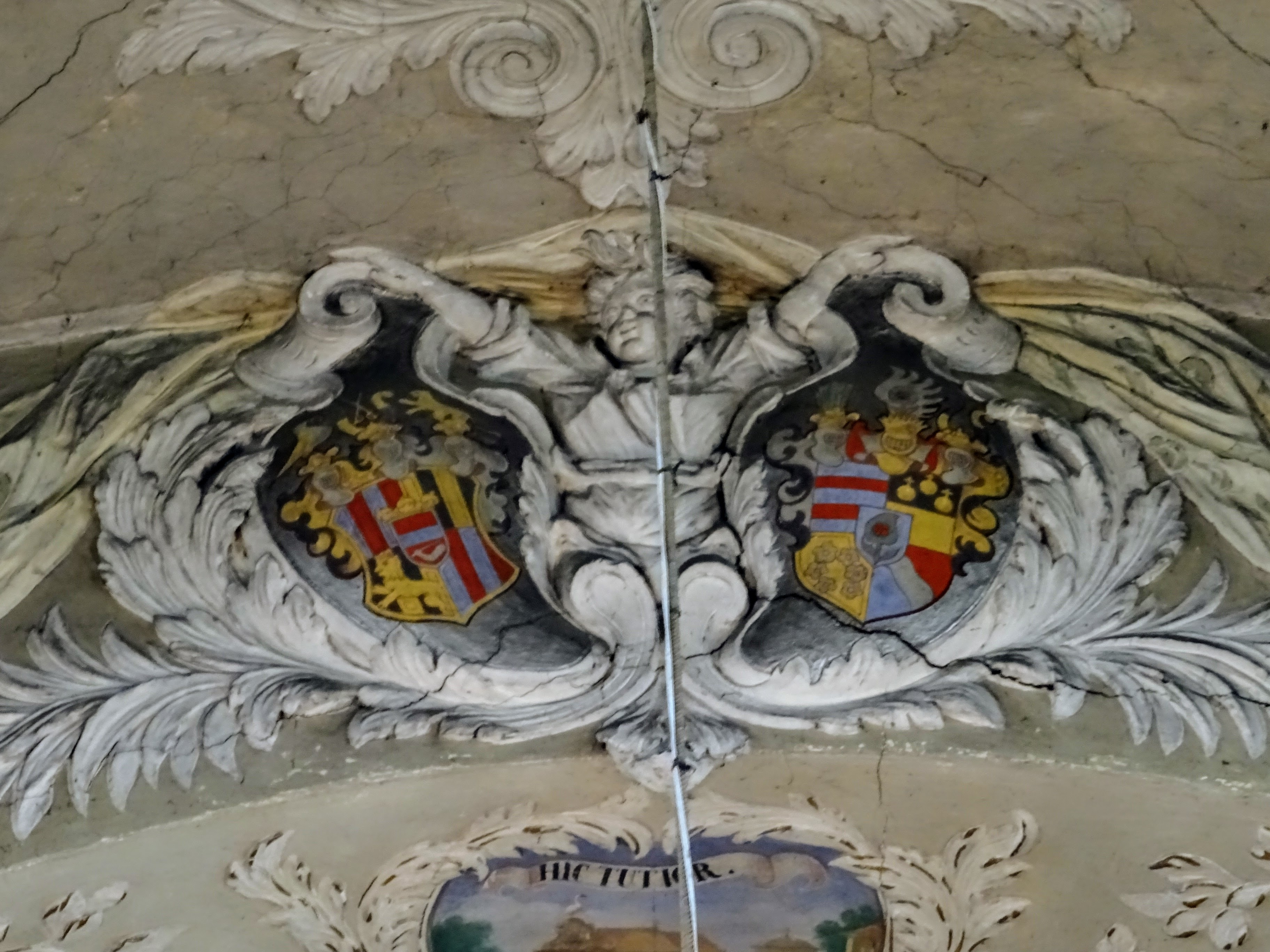
Alianční erby - vlevo erb Marie Karoliny von Wopping, vpravo erb Jana Václava Michny z Vacínova